# Сганарель, или Мнимый рогоносец (пьеса)
«Сганаре́ль, или Мни́мый рогоно́сец» (фр. Sganarelle ou le Cocu imaginaire) — одноактная пьеса в стихах Мольера, написанная в 1660 году. Впервые представлена 28 мая 1660 г. в парижском театре Пти-Бурбон.
После огромной популярности у публики комедии «Смешные жеманницы» (она давала тройные сборы) Мольеру требовалось закрепить свой успех в Париже, тем более, что этой постановкой он нажил себе серьёзного врага, — против Мольера выступил «Бургундский отель», крупнейший драматический театр Франции. И Мольер, используя весь арсенал приёмов площадного театра, который он приобрёл в странствиях по французской провинции, сочинил комедию-фарс, чрезвычайно динамичную по действию, с неожиданными сюжетными поворотами и яркими персонажами-масками. Спектакль был успешным и до октября 1660 г. был сыгран 34 раза. Представления «Сганареля» возобновились уже в январе 1661 г., в новом зале театра Мольера во дворце Пале-Рояль.

## Действующие лица и первые исполнители
- Горжибюс, парижский горожанин (Франсуа Бедо, прозванный Горжибюс)
- Селия, его дочь (г-жа Дюпарк)
- Лелий, молодой человек, влюблённый в Селию (Шарль Варле, прозванный Лагранжем)
- Гро-Рене, слуга Лелия (Рене Бертело-Дюпарк, прозванный Гро-Рене)
- Сганарель, парижский горожанин и мнимый рогоносец (Жан-Батист Поклен, прозванный Мольером)
- Жена Сганареля (г-жа Дебри)
- Вильбрекен, отец Валера (Эдм Вилькен, прозванный Дебри)
- Служанка Селии (Мадлен Бежар)
- Родственник Сганареля

## Сюжет
Действие происходит в Париже.
Отец Селии хочет выдать её замуж за некоего Валера. Но Селия влюблена в другого юношу, которого зовут Лелий, и носит с собой медальон с его портретом. От переживаний она падает в обморок. На помощь ей приходит Сганарель, он относит её к ней в дом. Их замечает из окна ревнивая жена Сганареля. Выйдя на улицу из желания застать мужа за неверностью, она находит потерянный Селией медальон. С медальоном в руках жену застаёт Сганарель. Он думает, что это изображён её любовник, и обвиняет её в измене.
Узнав о предстоящей свадьбе Селии, Лелий спешит к ней. Он встречается со Сганарелем и, увидев в его руках медальон, спрашивает, откуда он у него взялся. Сганарель говорит, что получил этот медальон из рук своей жены. Лелий приходит в отчаяние, клянёт неверность женщин, но внезапно чувствует, что ему дурно. Жена Сганареля предлагает ему зайти к себе и переждать, пока ему не станет лучше. Их застаёт Сганарель, он окончательно уверился в мнимой измене жены и жаждет мести. Навстречу ему идет Селия. Она видит в его руках портрет возлюбленного и узнаёт о его «интрижке» с женой Сганареля. От обиды она соглашается стать женой Валера. Сганарель ищет ссоры с Лелием, но едва встретившись с ним, начинает трусить. Селия и Лелий вновь встречаются и упрекают друг друга в неверности. Приходит жена Сганареля и также начинает взаимно упрекать мужа. Ссоры обеих пар прекращает служанка Селии, она всё проясняет и расставляет на свои места, постепенно разматывая ниточку событий. Неожиданно также выясняется, что Валер несколько месяцев назад тайно женился, и препятствий для брака Лелия и Селии больше нет.
Пьесу заканчивает совет Сганареля зрителям: «Отныне, следуя примеру моему, / Всё ясно увидав, не верьте ничему».

## Постановки комедии "Сганарель, или Мнимый рогоносец в России"
- 2019 — Благотворительная студия "Клуб любителей театра". г. Климовск, Московской области — постановка Владимира Абарбанеля
- 2019 — Волгоградский молодежный театр. Постановка Дмитрия Сарвина

## Переводы
- 1839 — перевод под редакцией Н. В. Гоголя (текст)